# 工学院大学の人物一覧
工学院大学の人物一覧（こうがくいんだいがくのじんぶついちらん）は、工学院大学に関係する人物の一覧記事。

## 教職員
- 門間英毅 - セラミック化学、骨再生医療、アパタイト系セメント、環境エネルギー化学科教授
- 初田亨 - 建築史家、建築学科教授
- 木下庸子 - 建築家、建築学科教授
- 下田明宏 - 造園家、まちづくり学科教授
- 吉田司雄 - 日本近代文学・比較文化論・映像論、共通課程教授
- 後藤治 - 建築史家、建築デザイン教授、工学院大学理事長
- 藤森照信 - 建築史家、建築家、東京大学名誉教授
- 内田祥哉 - 建築家、東京大学名誉教授、元日本建築学会会長、日本学士院会員
- 矢橋賢吉 - 建築家、工手学校教授、大蔵官僚、国会議事堂建設の中心的人物
- 中野由章 - 教育支援機構教育開発センターの特任教授、工学院大学附属中学校・高等学校の校長
- 今村保忠 - 生命化学科教授、学長、学校法人工学院大学理事長

## 出身者
- 上田卓司 - 元フジタ社長
- 中村悟 - M&Aキャピタルパートナーズ創業者・社長、レコフデータ取締役
- 野水重明 - ツインバード社長
- 新山平四郎 - 建築家、文部省技師
- 西原吉治郎 - 建築家
- 竹田米吉 - 建築家
- 矢部又吉 - 建築家
- 設楽貞雄 - 建築家
- 木田保造 - 建築家、木田組（後の木田建業）の創業者。
- 小林正紹 - 建築家、聖徳記念絵画館設計者
- 蔵田周忠 - 建築家、武蔵工業大学（現東京都市大学）教授
- 今泉善一 - 建築家
- 菊池山哉 - 土木技師、郷土史家
- 梅澤捨次郎 - 建築家、台湾総督府の技師
- うしおそうじ - 漫画家、アニメーター、映像製作者、ピー・プロダクション社長、（中退生）
- 川勝邦夫 - 舞鶴高専名誉教授、JICA派遣専門家、機械工学専攻
- 北澤興一 - 建築家、北澤建築設計事務所 主宰
- 西和彦 - アスキー創業者
- 森銑三 - 書誌学者、日本近代学芸史研究家、（中退生）
- 谷崎精二 - 作家、英文学者
- 藤田湘子 - 俳人、（中退生）
- 成瀬巳喜男 - 映画監督、（中退生）
- ハナ肇 - コメディアン(ハナ肇とクレイジーキャッツ)、俳優、（中退生）
- 林正儀 - オーディオ評論家
- 林泰男 - オウム真理教幹部、死刑囚
- 平山晃哉 - テレビスタッフ(アクリル装飾担当)、野猿
- 長谷川真弓 - 革職人、ファッションデザイナー。
- 初田亨 - 建築史家、工学院大学教授、建築史学会賞、建築学会賞、都市計画学会賞（石川賞）、元文化庁文化財保護審議委員会建造物委員会委員長
- 藤井裕久 - 富山市市長
- 田中幹夫 - 南砺市市長
- 山田勝文 - 元諏訪市長
- はいじぃ - お笑い芸人
- 小林キュウテン（久展） - ジムカーナレーシングドライバー、地方公務員
- 三遊亭美るく - 落語家
- 笹本祐一 - SF作家、シナリオライター（中退生）
- 月城慶一 - 義肢装具士
- 山田孝雄 - 作詞家（中退生）
- 日比野拓 - 建築デザイナー

### 工学院大学にゆかりのある人物
- 辰野金吾 - 工手学校設立の中心的人物
- 矢橋賢吉 - 建築家、工手学校教授
- 下元連 - 工学院大学工学部教授
- 天野太郎 - 建築家、建築学科助教授、東京芸術大学美術学部建築科名誉教授
- 今井功 - 物理学者、流体力学、文化勲章受章、工学院大学名誉教授、東京大学名誉教授
- 畑村洋太郎 - 創造工学・失敗学、前機械創造工学科教授、東京大学名誉教授
- 曽根悟 - 鉄道工学、前電気システム工学科教授、東京大学名誉教授、JR西日本社外取締役、エクステンションセンター長
- トム・ヘネガン - 建築家、シドニー大学建築学部長、東京芸術大学教授
- 武藤 章 - 建築家、建築学科名誉教授
- 渡辺定夫 - 都市計画家、工学院大学教授（都市建築デザイン学科創設者）、東京大学名誉教授
- 山下司 -  建築家、工学院大学名誉教授
- 山本理顕 - 建築家、建築学科教授、横浜国立大学教授
- 高山英華 - 都市計画家、建築家、東京大学工学部名誉教授、工学院大学理事長